# Les Steckel
Les Steckel (* 1. Juli 1946 in Whitehall, Pennsylvania) ist ein ehemaliger US-amerikanischer American-Football-Spieler und -Trainer. Er  war ein Jahr lang Head-Coach der Minnesota Vikings und arbeitete nach seiner Entlassung als Assistenztrainer für die New England Patriots, Denver Broncos, Tennessee Titans, Buffalo Bills und die Tampa Bay Buccaneers.

## Karriere
Steckel ging auf die University of Kansas, wo er im Boxsport große Erfolge feierte. Nach seiner Rückkehr aus dem Vietnamkrieg 1970 spielte er ein Jahr im Football-Team seines Marine-Stützpunktes. 1973 übernahm er dann als Head-Coach das Footballteam der University of Colorado. 1978 verpflichtete ihn das NFL-Team San Francisco 49ers.
1979 kam er in den Trainerstab der Minnesota Vikings. 1984 übernahm er das Team als Head-Coach, nachdem Langzeit-Trainer Bud Grant seinen Rücktritt erklärte. Die Saison verlief allerdings äußerst unerfreulich und endete mit nur drei Siegen bei dreizehn Niederlagen. Die Vikings entließen Steckel bereits nach einer Saison, Grant übernahm das Team übergangsweise für ein Jahr.
Die darauffolgenden Jahre arbeitete Les Steckel in erster Linie als Offensiv-Koordinator. 2003 verließ er den Trainerstab der Buffalo Bills und somit die National Football League.